# Jamel
Jamel är en tysk by i kommunen Gägelow, i Nordwestmecklenburg, Mecklenburg-Vorpommern. Byn är starkt förknippad med den tyska nynazismen och flertalet boende i byn tillhör olika högerextrema och nynazistiska grupper.